# William Blair-Bell

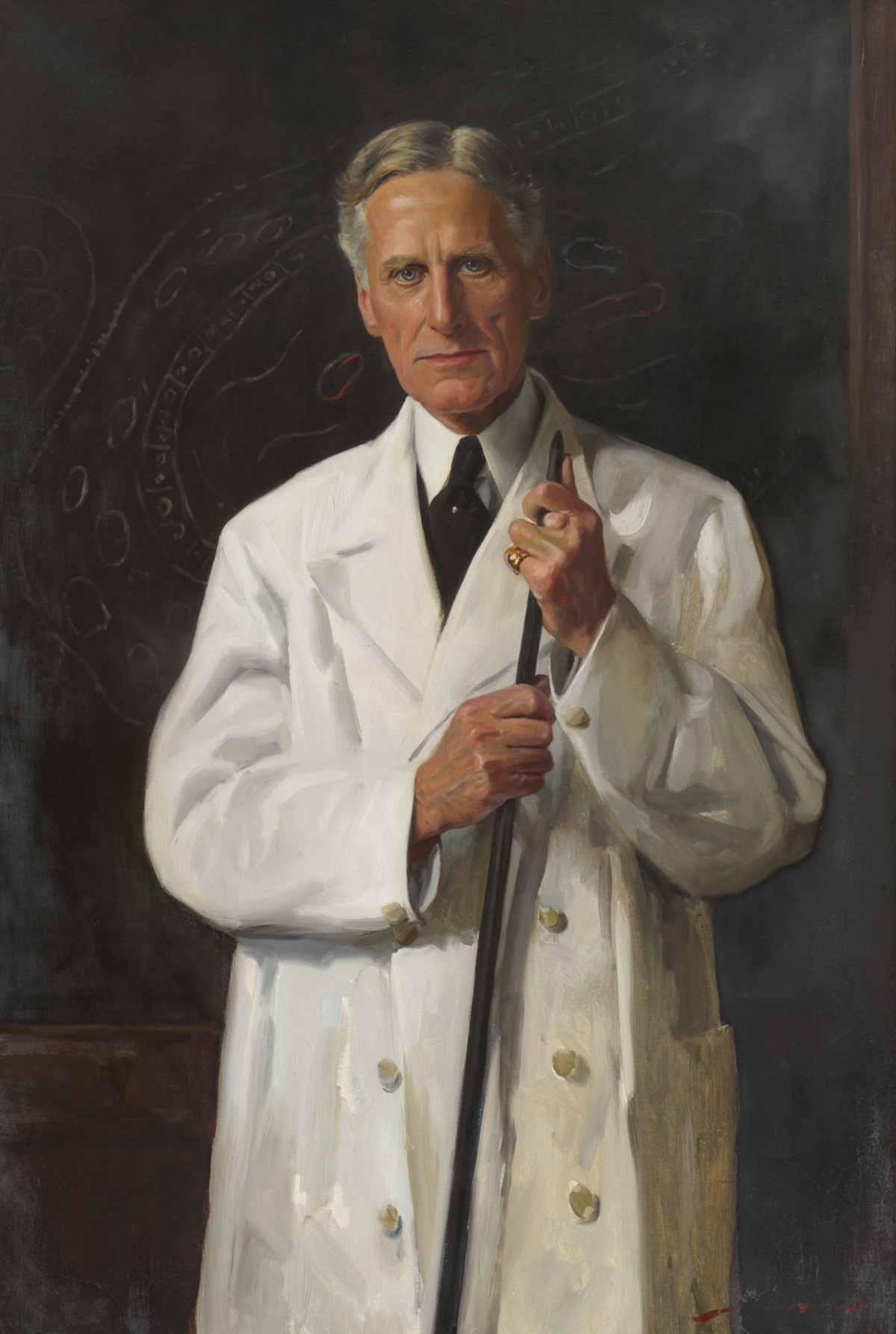
William Blair-Bell, 1931

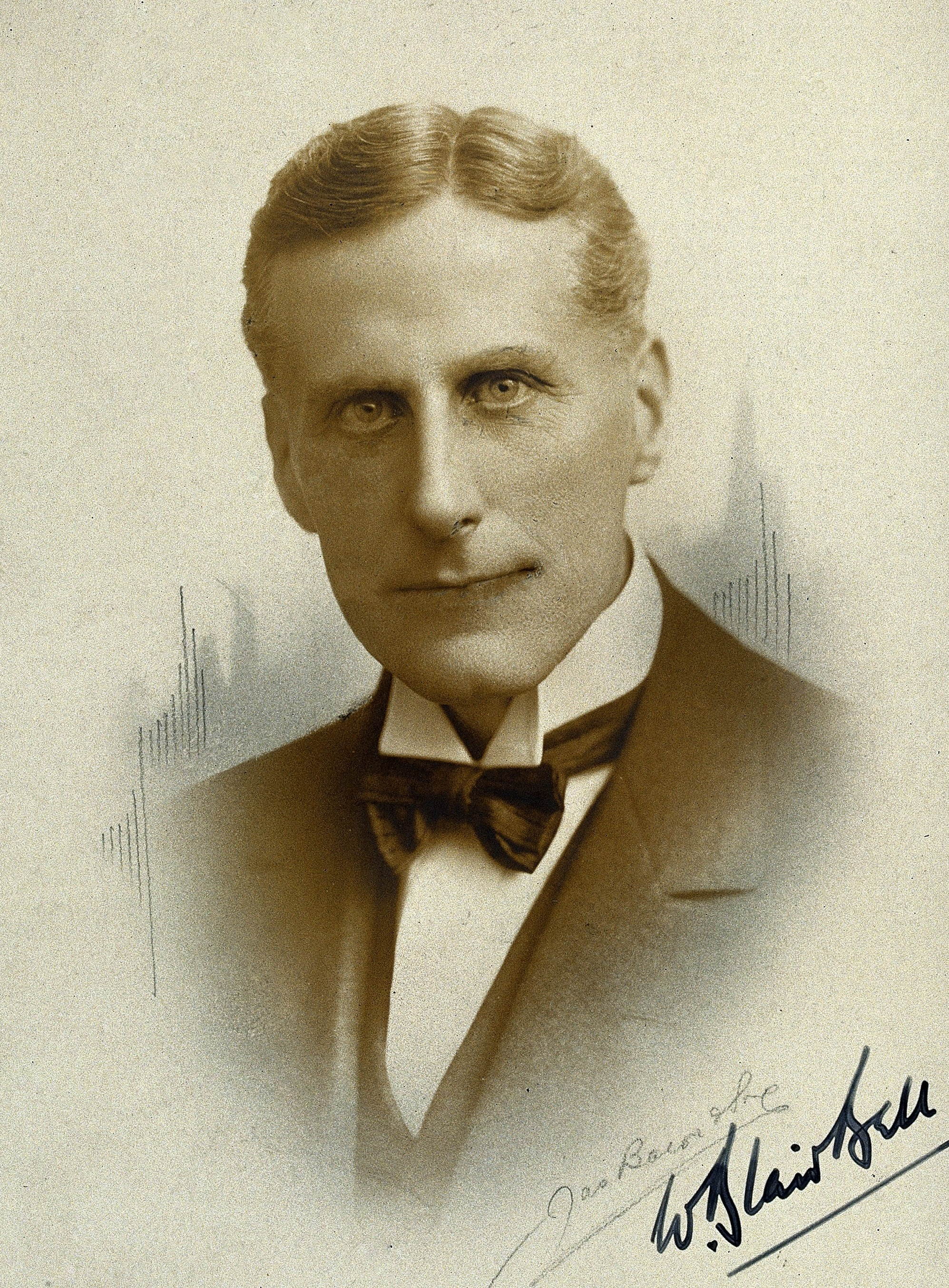
William Blair-Bell

William Blair-Bell (* 1871 in Wallasey, England; † 25. Januar 1936 bei Shrewsbury) war ein britischer Chirurg, Gynäkologe und Geburtshelfer.

## Leben
William Blair-Bell wurde 1871 als Sohn des Allgemeinmediziners William Bell und seiner Frau Helen geboren. Er besuchte die Rossall School und studierte Medizin am King’s College London. Dort erwarb er 1896 das Conjoint Diploma, 1902 den Bachelor of Medicine (B. M.), 1902 den Doctor of Medicine (M. D.) und 1904 den Bachelor of Science (B. S.). Seine berufliche Laufbahn begann er zunächst als Allgemeinmediziner am Wallasey Cottage Hospital. 1905 nahm er eine Stelle als Frauenarzt in der Ambulanz des Liverpool Royal Infirmary an. Von Beginn an verband er die klinische Tätigkeit mit wissenschaftlichen Untersuchungen, in die er auch labormedizinische Untersuchungen einschloss.
So stellte er die These auf, dass alle Funktionen der Fortpflanzung durch das Zusammenspiel aller inneren Drüsen geregelt werden und nicht durch die Gonaden allein. Seine Beobachtungen veröffentlichte er 1916 im Buch The Sex Complex. 1919 veröffentlichte er die umfangreiche Monografie The Pituitary (Hypophyse), für welches er die John Hunter Medal, den Drei-Jahres-Preis des Royal College of Surgeons of England und den Astley Cooper Prize erhielt. Blair-Bell war der Erste, der Pituitrin, ein Extrakt aus Rinderhypophysen, welches Oxytocin und Vasopressin enthielt, in der Geburtshilfe bei verstärkten Blutungen in der Nachgeburtsperiode einsetzte.
Aufgrund der abortiven Wirkungen von Blei in der Frühschwangerschaft und der These, dass es sich beim Choriongewebe um potentiell bösartiges Gewebe handele, versuchte er Krebserkrankungen mit Blei zu heilen. 1920 behandelte er eine Patientin mit einem inoperablen medullären Mammakarzinom durch intravenöse Gabe von kolloidalem Bleiiodid. Es kam danach innerhalb eines Monats zu einem Sistieren des Tumorwachstums und einer teilweisen Tumorrückbildung.
1913 wurde Blair-Bell Senior Surgeon am Liverpool Royal Infirmary und 1921 Professor für Geburtshilfe und Gynäkologie an der University of Liverpool. Diese Position behielt er bis zu seiner Emeritierung 1931.
Zusammen mit Sir William Fletcher Shaw (1878–1961) gründete Blair-Bell 1929 das British College of Obstetricians and Gynaecologists, welches später zum Royal College of Obstetricians and Gynaecologists wurde, und wurde dessen erster Präsident.
William Blair-Bell verstarb plötzlich im Alter von 64 Jahren am Nachmittag des 25. Januar 1936 in einem Zug auf der Heimreise von London in der Nähe von Shrewsbury.
Er war seit 1898 mit seiner Cousine Florence verheiratet, die 1929 verstarb. Das Paar hatte keine Kinder.

## Schriften (Auswahl)
- The Principles of Gynaecology 1910
- The Sex Complex 1916
- The Pituitary 1919

## Auszeichnungen
- Fellow des King’s College 1928
- Präsident des British College of Obstetricians and Gynaecologists 1929–1935
- Fellow of the Royal College of Surgeons of England
- Fellow of the American College of Surgeons
- Ehrendoktor der University of Glasgow
- Ehrendoktor University of Liverpool
- Kommandeur des Ordens Stern von Rumänien